# فريدريك دبليو. سميث
فريدريك دبليو. سميث (بالإنجليزية: Frederick W. Smith)‏ هو طبيب وجراح أمريكي، (ولد في Triangle, New York ‏ في الولايات المتحدة 1858  م).